# Biologiska Yrkeshögskolan i Skara

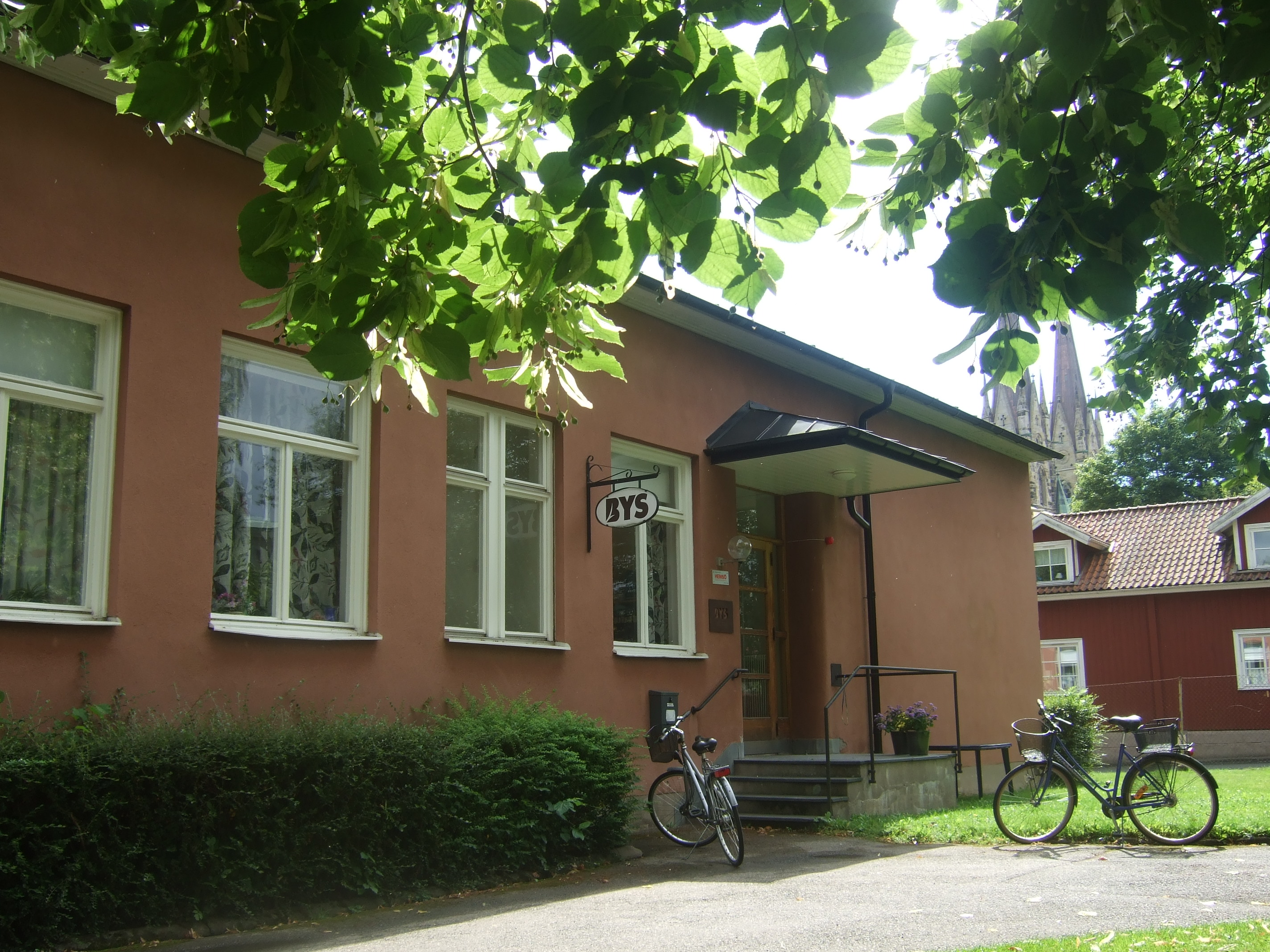
Biologiska Yrkeshögskolan i Skara, kontoret

Biologiska Yrkeshögskolan i Skara, BYS är en yrkeshögskola i Skara som finns på Sveriges lantbruksuniversitets, (SLU) campus. Skolan delar undervisningslokaler med SLU och får på så sätt bland annat tillgång till föreläsningssalar, datasalar och universitetsbibliotek. Hovslagarutbildningens lokaler finns vid Axevalla travbana.

## Historia
Biologiska Yrkeshögskolan i Skara, BYS, startades av Agroväst 1996 med de båda kvalificerade yrkesutbildningarna (KY) Agrotekniker och Livsmedelstekniker. BYS var därmed bland de allra första KY-utbildningarna i landet. Företagande med Häst tillkom 1998 med bland annat hovslagarutbildning och ridlärarutbildning. År 2006 upphörde livsmedelsteknikerutbildningen och bioenergiteknikerutbildningen startade. År 2011 startade klövvårdarutbildningen samtidigt som bioenergiteknikerutbildningen gjordes om till en ettårig utbildning. År 2013 startade utbildningen Unghästutbildare..
Hovslagarutbildning har gamla anor och har funnits i Skara sedan 1700-talet. Vid Biologiska Yrkeshögskolan har hovslagarutbildning funnits sedan 1998 och under åren 1998 till våren 2008 samverkade man med Hovslagarskolan i Skara som då drevs av ATG. Från och med hösten 2008 bedriver BYS Hovslagarskolan i Skara i egen regi. Europeiska Hovslagarorganisationen, EFFA, European Federation of Farriers Association, har 2010 besiktigat och godkänt skolan och skolans utbildningsplan inom hovslageri. Det innebär att en student som genomfört den grundläggande utbildningen med godkända resultat och därefter också avlägger ett gesällprov med godkända resultat kan ansöka till SHF, Svenska Hovslagareföreningen, om att bli en så kallad Eurofarrier som ger möjlighet att arbeta som hovslagare inom hela Europa. BYS Hovslagarskola är idag (år 2013) den enda hovslagarskola i landet som har besiktigats och godkänts av EFFA.Efter att ha genomgått den kvalificerade fortbildningen inom hovslageri med godkända resultat kan den studerande ansöka hos Jordbruksverket om en godkänd behörighet för yrkesverksamma hovslagare.
- 1996  Biologiska Yrkeshögskolan i Skara, BYS, startades av Agroväst med de båda kvalificerade yrkesutbildningarna (KY) Agrotekniker och Livsmedelstekniker. BYS var därmed bland de allra första KY-utbildningarna i landet.
- 1998  Utbildningen Företagande med Häst med bland annat hovslagarutbildning och ridlärarutbildning tillkom.
- 2006  Utbildningen Bioenergitekniker startas. Livsmedelsteknikerutbildningen lades ner.
- 2008  Västra Götalandsregionen, (VGR), blev huvudman för BYS.
- 2010  BYS blev som första och hittills enda hovslagarskola i Sverige EFFA-godkänd (Europeiska Hovslagarorganisationen, EFFA, European Federation ov Farriers Assocation).
- 2011  Utbildningen Klövvårdare 1 år startade, den första längre klövvårdarutbildningen i Sverige.[3]  Bioenergiteknikerutbildningen omarbetades till en ettårig utbildning.
- 2013  Utbildningen Unghästutbildare 2 år startade.[4][5][6]
- 2014 Bioenergiteknikerutbildningen omarbetades till en 1,5 år lång utbildning.

De studenter som startade sin utbildning fram till och med år 2009 utbildades inom det Kvalificerade yrkeshögskole-konceptet (KY), men från och med hösten 2010 tillhör BYS Yrkeshögskolemyndigheten (Yh) som är ett nytt gemensamt regelverk och samordnare för alla eftergymnasiala yrkesutbildningar. Biologiska Yrkeshögskolan i Skara utbildar agrotekniker, bioenergitekniker, hovslagare, hästföretagare, klövvårdare, ridlärare och unghästutbildare. Skolan har riksintag med studenter från hela Sverige.

## Lärande
Utbildningarna består av ett antal fristående kurser. De flesta är obligatoriska, i vissa fall valbara. Kurserna utgörs av föreläsningar, PBL-fall (problembaserat lärande), övningar, studiebesök samt eget arbete. Föreläsningarna ges av skolans egna lärare, forskare från SLU och av personer som representerar näringslivet i branschen. Teori varvas med praktik, en tredjedel av utbildningen består av praktik ute på en arbetsplats, LIA, (Lärande i Arbete). Genom LIA:n får den studerande arbetslivserfarenhet under studietiden och dessutom kontakt med möjliga arbetsgivare redan under utbildningen.
Den huvudsakliga metodiken är problembaserat lärande (PBL). Tillsammans i grupper med andra studerande, men ibland också individuellt, får de studerande problem eller fall att bearbeta. Vid problemlösning skall den studerande själv aktivt söka information, istället för att få sammanhang förklarade av lärare.

## Yrkeshögskoleutbildning - teori och praktik
Yrkeshögskoleutbildning är en eftergymnasial utbildningsform som har utvecklats för att fylla nya behov på arbetsmarknaden. Yrkeshögskolan är ett komplement till högskolan. Utbildningarna drivs i nära samarbete med näringslivet, vilket är viktigt för utbildningarnas kvalitet. Innehållet förändras och anpassas ständigt efter näringslivets efterfrågan och är uppbyggt efter behovet i arbetslivet och är därför olika långa. Omfattningen på utbildningen anges i Yh-poäng, där fem poäng motsvarar en veckas heltidsstudier. En yrkeshögskoleutbildning förenar teoretiska kunskaper med praktiska erfarenheter.
Yrkeshögskoleutbildningar som är minst ett år långa avslutas med en yrkeshögskoleexamen och utbildningar som är minst två år långa kan avslutas med en kvalificerad yrkeshögskoleexamen.

## Studentliv
Skara Studentkår bildades 1994  och är en gemensam studentkår för studenter vid Sveriges Lantbruksuniversitet i Skara, Biologiska Yrkeshögskolan i Skara och övriga yrkeshögskolor i kommunen. Kåren företräder studenternas intressen i allt som rör studier och studiemiljö. Man ordnar olika aktiviteter som inspark, sittningar, pubkvällar med mera. 

## Organisation
Huvudman för Biologiska Yrkeshögskolan i Skara är Västra Götalandsregionen, VGR.

## Yh-utbildningar

### Agrotekniker
En tvåårig utbildning (400 Yh-poäng, heltid) som leder till en kvalificerad yrkeshögskoleexamen. Utbildningen ges i Skara. Studenterna lär sig att starta, driva och utveckla ett lantbruksföretag. Utbildningen kan också leda till anställning som driftledare, förman, gårdsmästare, försökstekniker, försäljare, handläggare eller liknande befattningar. Utbildningen är flexibel och studenten kan påverka studieupplägget efter sitt eget intresse genom valbara kurser och LIA (Lärande i Arbete).

### Bioenergitekniker
En 1,5 år lång utbildning (300 Yh-poäng, heltid) som leder till en yrkeshögskoleexamen. Utbildningen ges i Skara. Alla kurser är obligatoriska men genom att välja LIA-plats efter eget intresse kan utbildningen till viss del styras av studenten. Utbildningen kan leda till arbete inom exempelvis driftstekniker på bioenergianläggning, inköp och försäljning av biobränslen, handläggning av bioenergifrågor och energirådgivare. Även att arbeta som egen företagare kan vara en möjlighet efter utbildningen.

### Klövvårdare
En ettårig utbildning (200 Yh-poäng, heltid) som leder till yrkeshögskoleexamen. Utbildningen ges i Skara. Klövvårdarutbildningen på BYS är den första längre utbildningen av klövvårdare i Sverige och har uppstått för att branschen pekar på ett ökande behov. De flesta klövvårdare arbetar som egna företagare.

### Hovslagare, grundutbildning
En tvåårig grundutbildning (400 Yh-poäng, heltid) som leder till en kvalificerad yrkeshögskoleexamen. De flesta hovslagare arbetar som egna företagare och i utbildningen ingår att göra en affärsplan för den egna rörelsen. De teoretiska delarna av utbildningen sker på BYS i Skara. Den praktiska skolförlagda delen sker i hovslagarskolan, smedjan och skohallen på Axevalla Travbana utanför Skara. Utbildningsplanen för BYS Hovslagarskola, grundutbildning inom hovslageri är godkänd av Jordbruksverket med dnr 32-7020/11. Efter godkänt gesällprov i Skara kan den studerande ansöka hos SHF, Svenska Hovslagareföreningen, om att bli EFFA-godkänd, en så kallad Eurofarrier som ger möjlighet att arbeta som hovslagare inom hela Europa.

### Kvalificerad fortbildning, Hovslageri
En ettårig tilläggsutbildning, kvalificerad fortbildning inom hovslageri (200 Yh-poäng, heltid). Utbildningen finns i Skara. De teoretiska delarna av utbildningen sker på BYS i Skara. Den praktiska skolförlagda delen sker i hovslagarskolan, smedjan och skohallen på Axevalla Travbana utanför Skara.
Efter att ha genomgått den kvalificerade fortbildningen inom hovslageri med godkända resultat kan den studerande ansöka hos Jordbruksverket om en godkänd behörighet för yrkesverksamma hovslagare. 
Utbildningsplanen för BYS Hovslagarskola, kvalificerad fortbildning inom hovslageri är godkänd av Jordbruksverket med dnr 32-7022/11.

### Unghästutbildare
En tvåårig utbildning (400 Yh-poäng, heltid) som leder till en kvalificerad yrkeshögskoleexamen. Målet med utbildningen är att den studerande ska kunna utbilda hästar och ponnyer för den internationella moderna hästnäringens behov och att hon/han kan arbeta som unghästutbildare antingen som egen företagare eller som anställd. Den praktiska skolförlagda delen av utbildningen sker i stall och ridhus i närheten av Skara.
Utbildningen har stark internationell prägel, den praktiska delen, LIA:n (Lärande i Arbete) är förlagd både i Sverige och i Europa. 
Utbildningen är förberedande för Hästnäringens Yrkesnämnds (HYN:s) prov till diplomerad unghästutbildare.

### Småskalig virkesförädling
En tvåårig utbildning, halvtid (200Yh-poäng) på semidistans. Utbildningen ger fördjupade kunskaper i småskalig sågning, virkeskunskap och knuttimring samt restaurering av timmerhus. Den ger även kunskaper om konstruktion och design av trädprodukter, produktutveckling och allt som behövs för att man ska kunna arbeta i en unik yrkesroll med anor. Utbildningen ger en helhet i virkets förädling, och kunskap i att hantera småskaliga sågverk för att få fram de kvaliteter på virke som efterfrågas inom byggnadsvård.

## NY-utbildningar

### Skogsmaskinförare
En 1,5 årig, platsbunden utbildning på på heltid, som ger de kunskaper som krävs för att få jobb som förare av skördare och skotare. Utbildningen ger en bred skoglig bas med skogsskötsel virkeslära samt motor och röjmotorsåg. Utbildningen är förlagd på Naturbruksskola Svenljunga.

### Skogsvårdare
En 9 månaders platsbunden utbildning på på heltid för den som vill jobba motormanuellt i skogen. Utbildningen ger specialkunskaper inom naturvårdande skötsel och skogsproduktion samt en bred skoglig kompetens som bas. Utbildningen är förlagd till Naturbruksskolan Svenljunga.

## Uppdragsutbildningar

### Hästföretagare, distans
Hästföretagarutbildning - (1 år deltid, distans). Utbildningen riktar sig till den som vill starta eller utveckla affärsverksamhet inom hästnäringen. Kursdeltagarna träffas en gång per månad i Skara för föreläsningar, workshops och studiebesök. Undervisningen kompletteras med arbete hemifrån samt personlig vägledning.

### Ridlärare, preparandkurs
Ridlärare, preparandkurs - (1 år halvfart, distans). Efter utbildningen ska man kunna avlägga HYN:s (Hästnäringens Yrkesnämnd) diplomering till ridlärare SLR 1. Undervisningen består av praktisk träning och föreläsningar i Skara samt eget arbete ifrån hemmet.

## Rektorer
- 1996 - 2008  Bengt Weidow
- 2008 - 2018 Gunnel Marwén Kastenman
- 2018 - Malin Ljungné